# Brightwheel Replicas

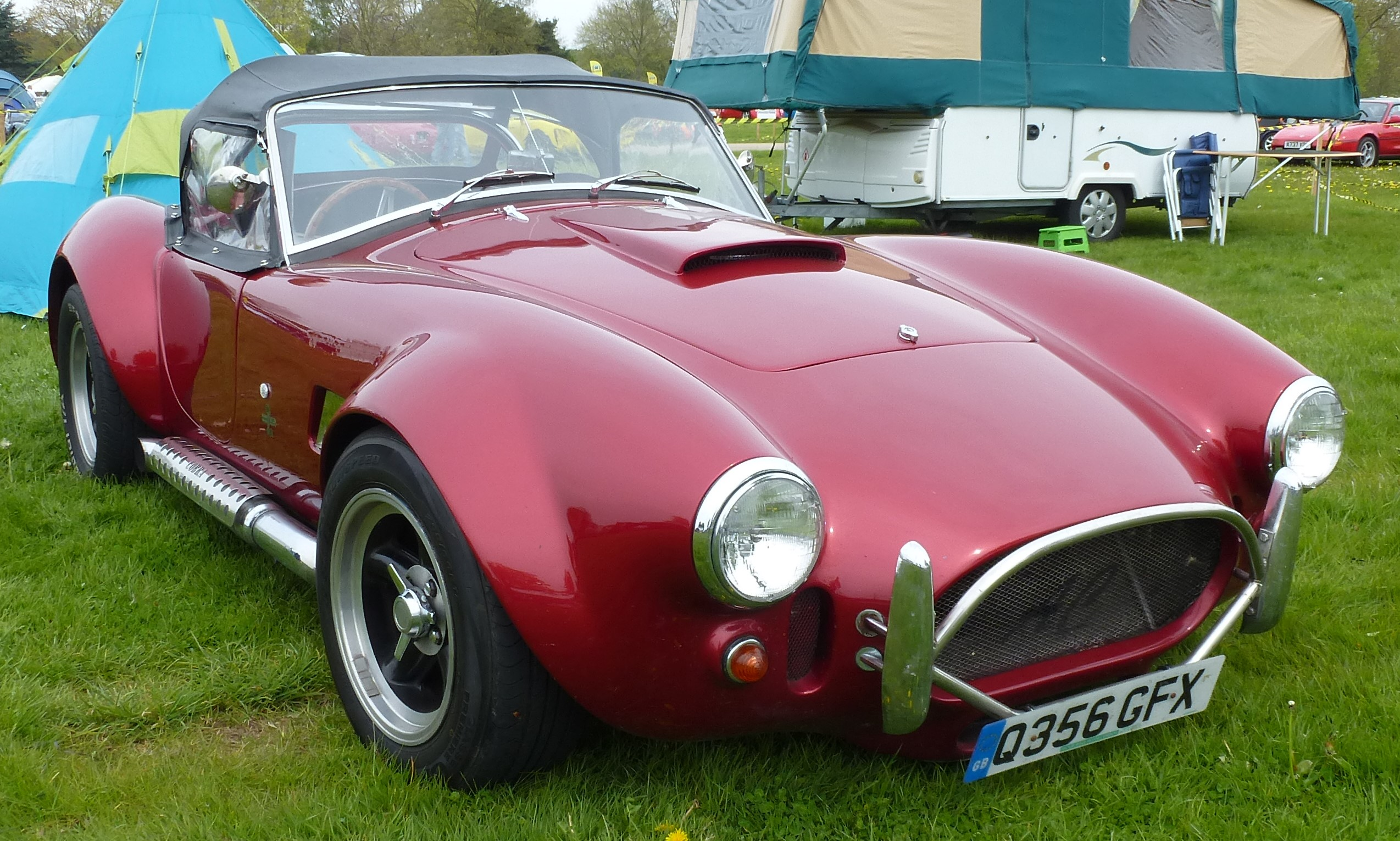
Brightwheel Viper

Brightwheel Replicas Limited war ein britischer Hersteller von Automobilen.

## Unternehmensgeschichte
Ken Cook gründete 1986 das Unternehmen in Christchurch in der Grafschaft Dorset. Er begann mit Unterstützung durch seinen Sohn Chris mit der Produktion von Automobilen und Kits. Der Markenname lautete Brightwheel. 1989 endete die Produktion. Insgesamt entstanden etwa 285 Exemplare. Cobretti übernahm die Produktion des absatzstärksten Modells. Ken Cook gründete 1989 Classic Replicas.

## Fahrzeuge
Das erste Modell Viper stand von 1986 bis 1989 im Angebot. Dies war die Nachbildung eines AC Cobra, die zuvor Sheldonhurst herstellte. Die Radaufhängungen kamen vom Ford Granada. Zur Wahl standen Granada-Motoren, Sechszylindermotoren von Ford, V8-Motoren von Rover und V12-Motoren von Jaguar Cars Beim Viper 4 sorgten viele Teile vom Ford Cortina dafür, dass das Fahrzeug zu den billigeren Angeboten auf dem Markt gehörte. Von allen Viper-Modellen zusammen entstanden etwa 260 Exemplare.
1988 ergänzte der CR 6 das Sortiment, der später in Stinger umbenannt wurde. Die Basis bildete ein Rohrrahmen-Spaceframe. Darauf wurde eine Coupé-Karosserie montiert. Es war die Nachbildung des Lamborghini Countach. Bis 1989 entstanden etwa 25 Exemplare.